# Barnim-Kaserne

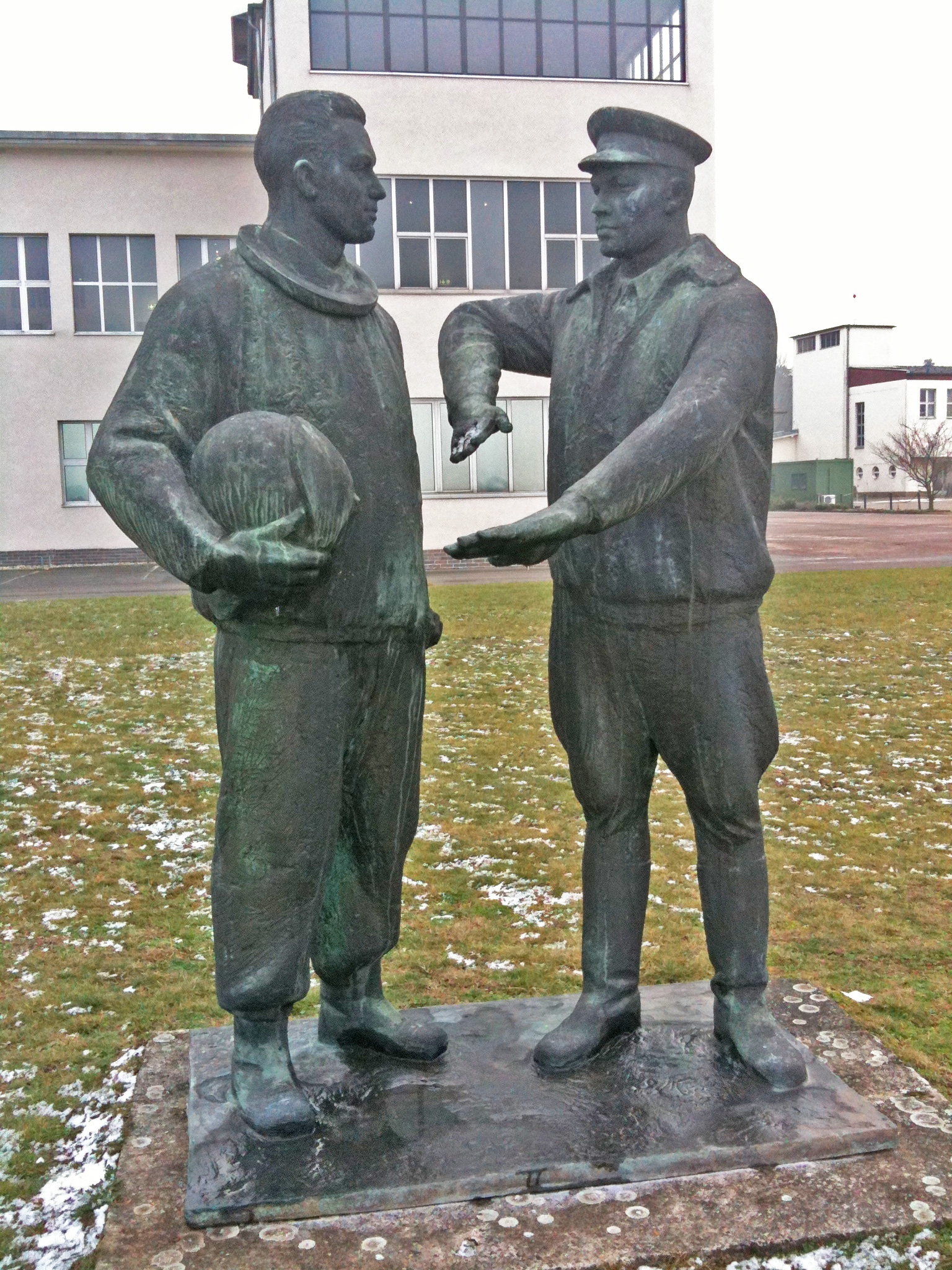
Skulptur „Waffenbrüderschaft“, ehemals Ehrenhain, vor Zugang zur Stabszone, heute Lw-Museum Gatow

Die Barnim-Kaserne ist eine Kaserne der Bundeswehr am Standort Strausberg. Sie beherbergt u. a. das Stabsquartier der 5. Luftwaffendivision, Teile des Bundesamtes für Infrastruktur, Umweltschutz und Dienstleistungen der Bundeswehr, ein Sanitätsversorgungszentrum, eine ZAW-Betreuungsstelle mit bis zu 160 Lehrgangsteilnehmern sowie weitere militärische und zivile Dienststellen und Einrichtungen. Die Liegenschaft sollte bis 2024 durch die Bundeswehr aufgegeben werden. Im August 2019 gab das Bundesministerium der Verteidigung bekannt, dass die Liegenschaft im Rahmen der Trendwenden Personal und Material nicht aufgegeben wird. Die Zahl der Lehrgangsteilnehmer der hier untergebrachten ZAW-Betreuungsstelle wird auf bis zu 300 erhöht. Die Sporthalle wurde 2010 erneuert, der Sportplatz 2011, beide Anlagen werden von umliegenden Vereinen auch zivil genutzt.
Am 10. Dezember 2019 entschied das Bundesministerium der Verteidigung, in der Barnim-Kaserne das ABC-Abwehrregiment 1 (ABCAbwRgt 1) neu aufzustellen, das dem ABC-Abwehrkommando der Bundeswehr unterstellt sein wird. Am 21. September 2020 hat der Aufstellungsstab ABCAbwRgt 1 in der Kaserne seine Arbeit aufgenommen, im April 2022 wurde das Regiment in Dienst gestellt.

## Lage und Bebauung

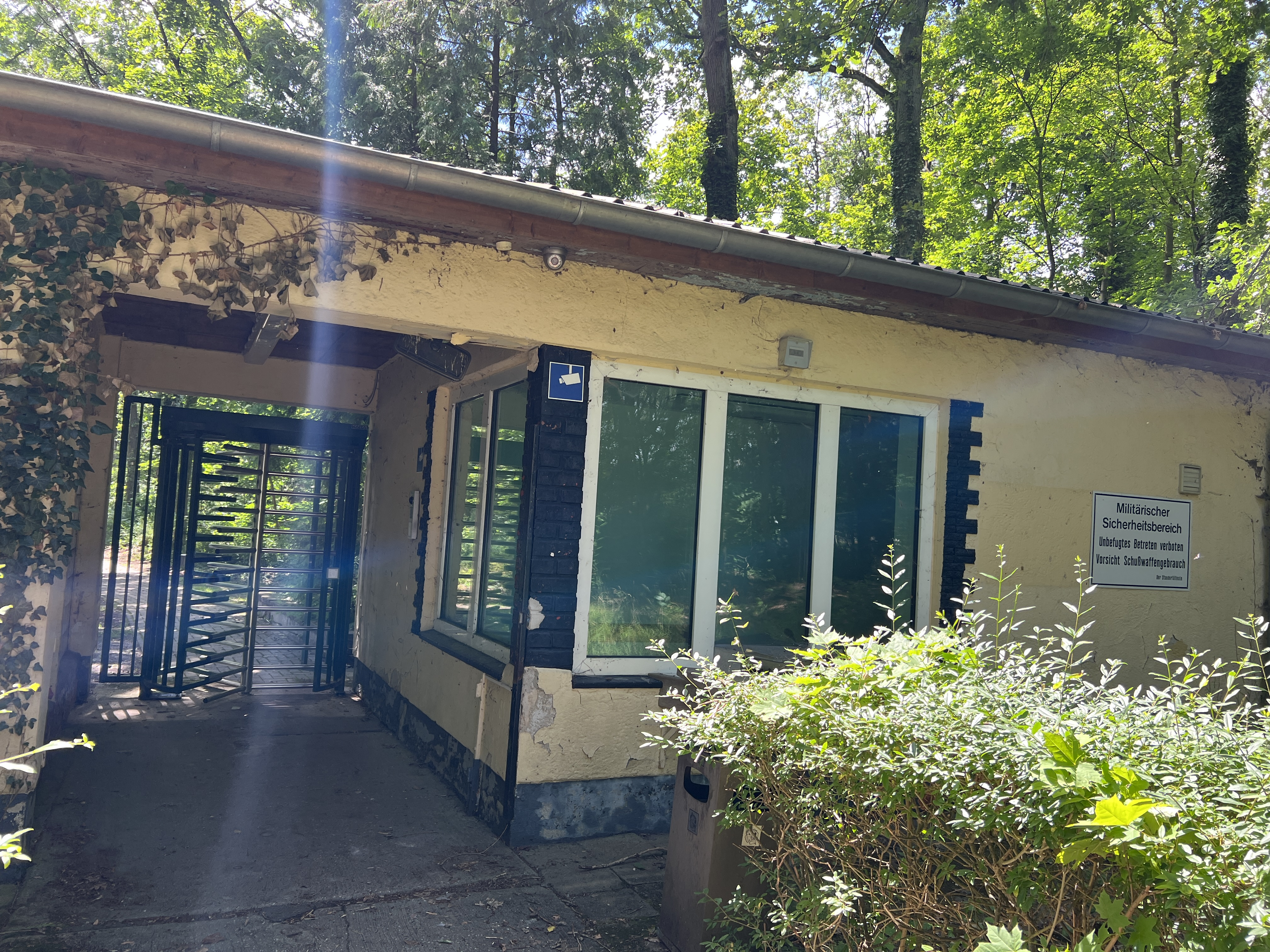
Bedarfs-Zugang nahe des Bahnhofes Strausberg

Die Barnim-Kaserne ist als militärischer Sicherheitsbereich ausgewiesen, liegt innerhalb der Gemarkung von Strausberg-Vorstadt/Eggersdorf und gehört zu den größten militärischen Kasernenobjekten im Land Brandenburg. Das Objekt ist über die Bedarfseinfahrt Landesstraße L-23, Hennickendorfer-Chaussee (⊙) oder die Haupteinfahrt L-303, (⊙) erreichbar. Im Bereich des Bahnhofs Strausberg besteht ein Bedarfs-Zugang über die Fußgängerbrücke (⊙). Zudem verfügt die Kaserne über einen ausgebauten Hubschrauberlandeplatz und ein verbunkertes Schutzbauwerk mit zwei Etagen.

## Geschichte
Im Jahre 1957 wurde das neu formierte Kommando LSK/LV der Nationalen Volksarmee der DDR in den heutigen Kasernenkomplex verlegt, der seit 1. März 1967 die Bezeichnung Lambert-Horn-Kaserne führte. Später folgte das Wachregiment Hugo Eberlein. Die folgende Zusammenstellung Truppenteile / Dienststellen zeigt in einer kurzen Übersicht die weiteren Änderungen:
| Wappen      | Einheit              | Anmerkung                      |
| ----------- | -------------------- | ------------------------------ |
| ABCAbwRgt 1 | ABC-Abwehrregiment 1 | Indienststellung 6. April 2022 |

| Wappen | Einheit                                                                                        | Anmerkung                                           |
| ------ | ---------------------------------------------------------------------------------------------- | --------------------------------------------------- |
|        | Sanitätsversorgungszentrum Strausberg                                                          | Überleitung zur Von-Hardenberg-Kaserne bis ca. 2019 |
|        | Sanitätszentrum Strausberg                                                                     | Auflösung bis Juni 2013                             |
|        | IV. Bataillon Luftwaffenausbildungsregiment (zunächst als IV./Luftwaffenausbildungsregiment 1) | 2004 bis zur Auflösung 31. August 2012              |
|        | Kommando 5. Luftwaffendivision                                                                 | 3. Oktober 1990–1994 Auflösung                      |
|        | Kommando LSK/LV                                                                                | 1. März 1956 – 2. Oktober 1990                      |
|        | Operativ-Taktisches Ausbildungszentrum (OTAZ) Kdo. LSK/LV                                      | 1981 – 2. Oktober 1990                              |
|        | Führungsorgan Front- u. Mil.Transp.Fliegerkräfte                                               | 1. Dezember 1981 – 2. Oktober 1990                  |
|        | Wachregiment Hugo Eberlein                                                                     | 1956 – 2. Oktober 1990                              |
|        | Zentraler Gefechtsstand 14                                                                     | 1957 – 1978                                         |
|        | - Verwaltung Luftstreitkräfte (LSK) - Verwaltung Luftverteidigung (LV)                         | 1956 – 1957                                         |
|        | Flak-Verband der Wehrmacht                                                                     | bis 1945                                            |